# Wacholderheide Wurmberg und Brücklein
Das Naturschutzgebiet Wacholderheide Wurmberg und Brücklein liegt auf dem Gebiet der Gemeinde Hardheim im Neckar-Odenwald-Kreis in Baden-Württemberg.
Das aus 2 Teilflächen bestehende Gebiet erstreckt sich südlich des Kernortes Hardheim. Am südlichen Rand des Gebietes fließt der Hohlwiesengraben, westlich fließt die Erfa, ein linker Zufluss des Mains, und verläuft die Landesstraße L 514, nördlich verläuft die B 27.

## Bedeutung
Das rund 51 ha große Gebiet steht seit dem 31. Juli 1986 unter der Kenn-Nummer 2.091 unter Naturschutz. Es handelt sich um „beweidete Wacholderheide, Halbtrockenrasen, ehemalige Weinberglagen mit typischer Flora im Bauland.“

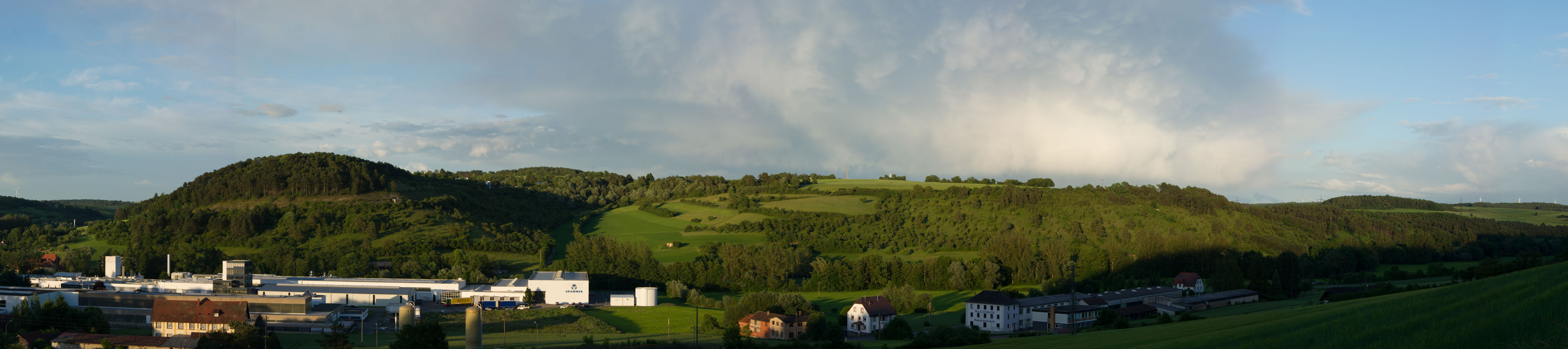
Panorama des Naturschutzgebietes (Juni 2017)